# Supercoupe d'Europe masculine de handball 1999
Navigation
Supercoupe 1998 Supercoupe 2000
La Supercoupe d'Europe masculine de handball 1999 est la 4e édition de la compétition qui a eu lieu les 18 et 19 décembre 1999 à Magdebourg en Allemagne.
Elle est remportée pour la quatrième fois consécutive par le FC Barcelone, vainqueur en finale du club hôte, le SC Magdebourg.

## Équipes engagées et formule
Les équipes engagées sont :
- FC Barcelone, vainqueur de la Ligue des champions (C1) ;
- Prosesa Ademar León, vainqueur de la Coupe des coupes (C2) ;
- SC Magdebourg, organisateur et vainqueur de la Coupe de l'EHF (C3) ;
- SG Flensburg-Handewitt, vainqueur de la Coupe des Villes (C4).

Le format de la compétition est une phase finale à 4 (demi-finale, finale et match pour la 3e place) avec élimination directe.

## Résultats
|  | Demi-finales           | Demi-finales  |                        |    | Finale | Finale |
|  | Demi-finales           | Demi-finales  |                        |    | Finale | Finale |
|  |                        |               |                        |    |        |        |
|  |                        |               |                        |    |        |        |
|  |                        |               |                        |    |        |        |
|  | FC Barcelone           | 32            |                        |    |        |        |
|  | FC Barcelone           | 32            |                        |    |        |        |
|  | SG Flensburg-Handewitt | 29            |                        |    |        |        |
|  | SG Flensburg-Handewitt | 29            | FC Barcelone           | 26 |        |        |
|  |                        |               | FC Barcelone           | 26 |        |        |
|  |                        | SC Magdebourg | 25                     |    |        |        |
|  | SC Magdebourg          | SC Magdebourg | 25                     | 32 |        |        |
|  | SC Magdebourg          |               |                        | 32 |        |        |
|  | Prosesa Ademar León    | 26            |                        |    |        |        |
|  | Prosesa Ademar León    | 26            | Match pour la 3e place |    |        |        |
|  |                        |               |                        |    |        |        |
|  |                        |               |                        |    |        |        |
|  |                        |               |                        |    |        |        |
|  | SG Flensburg-Handewitt | 34            |                        |    |        |        |
|  | SG Flensburg-Handewitt | 34            |                        |    |        |        |
|  | Prosesa Ademar León    | 35            |                        |    |        |        |
|  | Prosesa Ademar León    | 35            |                        |    |        |        |